# Puig de l'Hospici
El Puig de l'Hospici és una muntanya de 517 metres d'alçada situada a la serra homònima. Es troba entre els termes d'Esparreguera, a la comarca del Baix Llobregat i de Vacarisses, a la comarca del Vallès Occidental.
Al cim s'hi troba un vèrtex geodèsic (referència 282117001).